# Trigonomima apipes
Trigonomima apipes är en tvåvingeart som beskrevs av Günther Enderlein 1914. Trigonomima apipes ingår i släktet Trigonomima och familjen rovflugor. Inga underarter finns listade i Catalogue of Life.